# Defiance County
Defiance County er et county i den amerikanske delstat Ohio. Amtets administration ligger i byen Defiance, og  ligger  i den nordvestlige del af  delstaten. Det  grænser op til Williams County i nord, Henry County i øst, Putnam County i sydøst og mod Paulding County i syd. Amtet grænser desuden op til delstaten Indiana i vest.
Defiance Countys totale areal er 1.073 km² hvoraf 8 km² er vand. I 2000 havde amtet 39.500 indbyggere.
Amtet blev grundlagt i 1845 og er opkaldt efter Fort Defiance som fik sit navn af general Anthony Wayne på grund af sin beliggenhed nær St. Clair's Defeat. 

## Demografi
Ifølge folketællingen fra 2000 boede der 39.500 personer i amtet. Der var 15.138 husstande med 11.020 familier. Befolkningstætheden var 37 personer pr. km². Befolkningens etniske sammensætning var som følger: 92,59% hvide, 1,75% afroamerikanere. 
Der var 15.138 husstande, hvoraf 34.30% havde børn under 18 år boende. 58,90% var ægtepar, som boede sammen, 9,60% havde en enlig kvindelig forsøger som beboer, og 27,20% var ikke-familier. 23,00% af alle husstande bestod af enlige, og i 9,50% af tilfældende boede der en person som var 65 år eller ældre.
Gennemsnitsindkomsten for en hustand var $44.938 årligt, mens gennemsnitsindkomsten for en familie var på $50.876 årligt.
41°19′N 84°29′V / 41.32°N 84.49°V